# Вельґоляс (Пултуський повіт)
Вельґоляс (пол. Wielgolas) — село в Польщі, у гміні Обрите Пултуського повіту Мазовецького воєводства.
Населення — 143 особи (2011).
У 1975-1998 роках село належало до Остроленцького воєводства.

## Демографія
Демографічна структура станом на 31 березня 2011 року:
|          | Загалом | Допрацездатний вік | Працездатний вік | Постпрацездатний вік |
| -------- | ------- | ------------------ | ---------------- | -------------------- |
| Чоловіки | 68      | 12                 | 44               | 12                   |
| Жінки    | 75      | 16                 | 37               | 22                   |
| Разом    | 143     | 28                 | 81               | 34                   |